# Union Betriebs-Gesellschaft
Die Union Betriebs-Gesellschaft (UBG) mit Sitz in Rheinbach und Betriebsstätte in Berlin ist der Wirtschaftsbetrieb der Christlich Demokratischen Union Deutschlands.

Das Gebäude der UBG in Rheinbach

## Geschichte

### Gründung
Im Dezember 1959 wurde die spätere UBG unter der Firmierung Presse- und Informationsdienste der CDU Deutschlands – Verlagsgesellschaft mbH gegründet und am 27. Januar 1960 in das Handelsregister beim Amtsgericht Bonn eingetragen. Aufgabe der GmbH war es, die Verlagstätigkeit für Parteipublikationen zu übernehmen und darüber hinaus am allgemeinen Marktgeschehen teilzunehmen.

### Weiterentwicklung
1968 erfolgte die Umbenennung in Union Betriebs-Gesellschaft mbH. Inzwischen hat sich die Tätigkeit der Gesellschaft durch den Betrieb einer professionellen Offsetdruckerei ausgedehnt und durch die Verschmelzung mit der ehemaligen Dico-Soft GmbH zum 1. Januar 1992 um den Betrieb eines Rechenzentrums und Dienstleistungen auf dem Gebiet der Informationstechnologie erweitert. Über den Zeitraum von vier Jahrzehnten wurde eine Reihe von Tochtergesellschaften gegründet und inzwischen mit der UBG verschmolzen oder aufgelöst. Bis zum Umzug der CDU Deutschlands nach Berlin hatte die UBG ihren Firmensitz in Bonn. Seit 1999 ist die UBG in Rheinbach ansässig und erbringt von dort aus ihre bundesweiten Dienstleistungen. Sie unterhält außerdem eine Betriebsstätte in Berlin.

## Publikationen
Im Verlag der UBG erscheinen das 1949 von Ludwig Erhard mitbegründete WirtschaftsBild, ein Mittelstands-Magazin, die kommunalwirtschaftliche Publikation rathausconsult sowie Union, das Mitgliedermagazin der CDU. Das WirtschaftsBild erscheint inzwischen in vier unterschiedlichen Publikationsreihen, die Zeitschrift rathausconsult wurde als ehemaliges Supplement der Kommunalpolitischen Blätter seit 2006 zu einem eigenständigen Fachorgan entwickelt.